# 澳門觀察報
澳門觀察報 是由澳門天主教教友協進會出版的刊物，創刊於1995年1月16日，初為雙周報，2005年起為逢星期天出版，每期印量約一千份。社長為前立法議員、前粵華中學教師陳偉智，總編輯為區華年。
每期頭版有該報社論《觀察者言》以及教會或社會重要消息。第二版有次要社會新聞以及生活資訊。第三版是專欄或供中學生投稿之《創作坊》。第四版是教會新聞以及與信仰相關的文章、漫畫等；2014年7月起改為全彩色印刷，2022年6月13日宣佈因辦報實體理監事決定該報於同年六月底休刊，最後一期於6月26日發行（第1138期），半年後，陳偉智於2023年元旦日創立雙週刊網媒《基督徒觀察》。

## 評論
香港聖神研究中心研究員林純慧評論澳門觀察報的社論能夠適時針對澳門社會上包括經濟，交通，政治等各種問題，文章在信仰反省或對社會事件的回應上貼近澳門的實際情況，其論述也能大膽對社會的不公義進行發聲。

## 外部連結
- 官方网站
- 澳門觀察報的Facebook專頁
- 基督徒觀察的Facebook專頁